# Pigalle (groupe)
Pour les articles homonymes, voir Pigalle.
Pigalle est un groupe de rock français, originaire de Paris. Il est formé en 1982 par François Hadji-Lazaro, le bassiste Daniel Hennion, Christian Gadré (claviers, mandoline) et le batteur Francis Gadré.

## Biographie

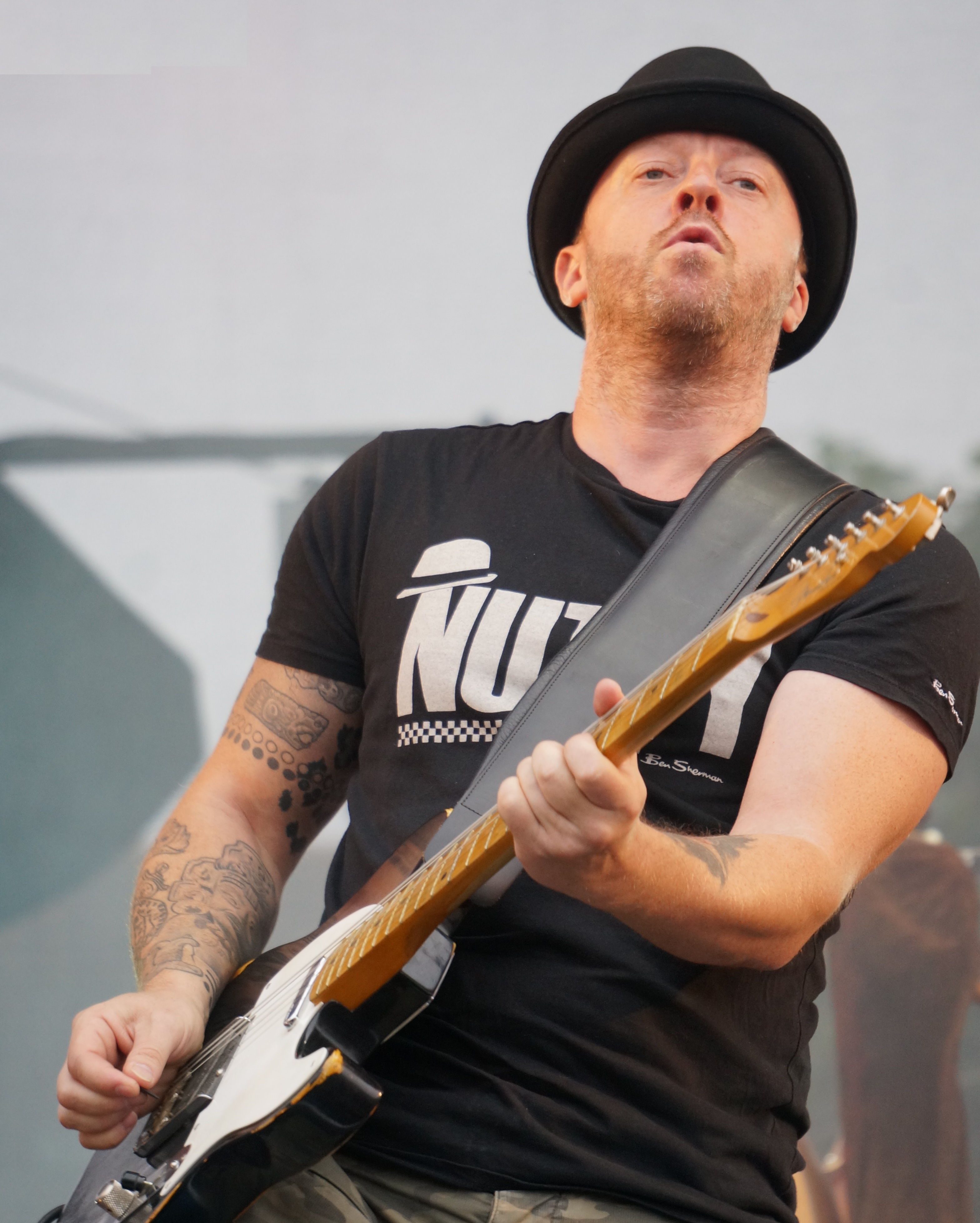
Pigalle en concert en 2015.

Pigalle est formé en 1982, à l'origine dans la veine folk-rock, par Daniel Hennion, François Hadji-Lazaro, Christian Gadré et Francis Gadré. En 1984, le groupe donne ses premiers concerts dans les quartiers du Val-de-Marne et participe à une compilation (Musiques jeunes 94). À partir de 1985, constitué du duo Daniel Hennion et  François Hadji-Lazaro, évoluant en parallèle des Garçons bouchers (où François Hadji-Lazaro officie également), le groupe propose un style oscillant entre rock, folk et chanson réaliste, bien que certains morceaux de Pigalle se situent dans une veine relativement punk comme le titre Franc tireur du premier album éponyme du groupe. Ce premier album studio, Pigalle, est publié en 1987 sur le label Tutti Frutti, puis réédité par le label Boucherie Productions, lancé par Hadji-Lazaro.
En 1990, François Hadji-Lazaro décide de remanier le groupe et d'en adopter une forme plus stable pour l'enregistrement d'un deuxième album intitulé Regards affligés sur la morne et pitoyable existence de Benjamin Tremblay, personnage falot mais ô combien attachant. L'album comprend l'une de leurs chansons les plus connues, Dans la salle du bar tabac de la rue des Martyrs, sur laquelle est entendu un orgue de barbarie et des influences pop et rock. La pochette de l'album est réalisée par le dessinateur de bande dessinée Tardi. Le 2 février 1991, le groupe joue à l'Élysée Montmartre, puis effectue une tournée de cinq dates dans des lycées de la banlieue parisienne. Le 20 janvier 1992, Pigalle joue à l'Olympia de Paris, et dans de nombreux festivals internationaux tels que le Berlin Independant Day en Allemagne, le SXSW au Texas, aux États-Unis, et même au Japon. Le groupe sort ensuite un album live, sous le titre Pigallive, en 1992, regroupant différents enregistrements en concert durant les tournées 1991/1992.
En 1993 sort leur troisième album studio, Rire et pleurer. L'album mêle rock, ballade et folk. Deux singles en sont extraits, Patate et Vendredi 13. En février 1994, le groupe remonte sur la scène de l'Olympia. Ils tournent encore par la suite et reviennent, le 19 octobre 1994, à la Cigale.
En 1997, Pigalle repart en tournée avant la publication d'un nouvel album. Pendant près de deux ans, ils jouent plus de 400 concerts en France et à l'international. Leur cinquième album studio, intitulé Alors, est publié le 20 octobre 1997. À cette période, le groupe compte six musiciens (trois sur scène, et trois en studio), avec Patrick Bouffard (vielle, cornemuse, accordéon).
Après près de dix ans d'absence, à cause notamment de la carrière solo de François Hadji-Lazaro (trois albums solos) et la fin de la société de production, Boucherie Productions, François Hadji-Lazaro annonce la reformation du groupe en novembre 2007 et commence une tournée à partir de mars 2008. Un nouvel album de Pigalle sort en février 2010, Des espoirs qui fait davantage penser à du François Hadji-Lazaro en solo qu'aux compositions des albums précédents de Pigalle. En 2014, le groupe revient avec un nouvel album, T'inquiète....

## Membres

### Membres
- François Hadji-Lazaro - chant, multi-instruments (environ 20) †
- Robert Basarte - guitares
- Thierry Svahn - piano, hammond, accordéon, synthétiseurs
- Henri-Paul Edouard Escudier (Riton) - basse †
- Jean-Charles Boucher (Boubouche) - basse
- François J. - batterie, percussions
- Daniel Hennion -  basse
- Christian Gadré - claviers, mandoline
- Francis Gadré - batterie

## Discographie

### Albums studio
- 1987 : Pigalle (Tutti Frutti / Boucherie Productions)
- 1990 : Regards affligés sur la morne et pitoyable existence de Benjamin Tremblay, personnage falot mais ô combien attachant (Boucherie Productions)
- 1993 : Rire et pleurer (Boucherie Productions)
- 1997 : Alors... (Boucherie Productions)
- 2010 : Des espoirs (Saucissong Records/L'Autre distribution)
- 2014 : T'inquiète... (Saucissong Records/L'Autre distribution)
- 2018 : Ballade en mélancolie

### Album live
- 1992 : Pigallive (Boucherie Productions)

### Compilations
- 1984 : Musiques jeunes 94 (2 titres)
- 2008 : Neuf et occasion (Booster/L'autre Distribution) (inclus 6 titres inédits)